# پرت اند ویتنی آر-۲۸۰۰ دوبل واسپ
پرت اند ویتنی آر-۲۸۰۰ دوبل واسپ (به انگلیسی: Pratt & Whitney R-2800 Double Wasp) یک موتور هواگرد ساختِ کارخانهٔ پرت اند ویتنی در کشور ایالات متحده آمریکا است . 
R-2800 در بسیاری از هواپیماهای مهم آمریکایی در طول جنگ جهانی دوم و پس از آن مورد استفاده گسترده قرار گرفت. در طول سال های جنگ، پرت اند ویتنی به توسعه ایده های جدید برای ارتقای موتور، از جمله تزریق آب برای برخاستن در هواپیماهای باری و مسافربری و دادن قدرت اضطراری در جنگ ادامه داد.  

## طراحی و توسعه
در سال ۱۹۳۷، نزدیک به زمانی که توسعه موتور ۱۸ سیلندری بزرگتر با حجم ۳٬۳۴۷.۹ اینچ مکعب (۵۴.۸۶۲ لیتر) وایت دوپلکس-سایکلون آغاز شده بود، موتور با حجم ۲٬۸۰۴.۵ اینچ مکعب (۴۵.۹۵۸ لیتر) به نام R-2800 در سال ۱۹۴۰ پرواز نخست خود را داشت، یک سال قبل از دوپلکس-سایکلون. دابل واسپ قدرتمندتر از تنها موتور ۱۸ سیلندری مدرن دیگر دنیا، گنوم-رون ۱۸L با حجم ۳٬۴۴۲ اینچ مکعب (۵۶.۴۰ لیتر) بود. دابل واسپ در حجم کمتری نسبت به دیگر طراحی‌های ۱۸ سیلندری بود و انتقال حرارت مشکلات بیشتری داشت. برای افزایش سریع‌تر خنک‌شدن، روش معمول ساخت فین‌های خنک‌کننده سر سیلندر که برای سایر طراحی‌های موتور مؤثر بوده بود، کنار گذاشته شد. به جای این کار، فین‌های خنک‌کننده نازکتر و با فاصله کمتر از فلز جامد ساخته شدند. این فین‌ها به یکدیگر توسط یک گروه از دستگاه‌های فرز که به صورت اتوماتیک هدایت می‌شدند، همزمان برش داده شدند. این فرآیند الگویی پیچیده را داشت که به طور قابل توجهی مساحت سطح فین‌ها را افزایش می‌داد. توزیع‌کننده‌های دوتایی در دابل واسپ به نمای برجسته روی سطح بالای قابلیت کاهش دوران جلویی گیربکس نصب شده بودند - که یکی از جفت مگنتوها در بیشتر مدل‌ها بین آن‌ها قرار داشت - و تقریباً همیشه درون یک کاور ظاهر می‌شدند. سیم‌های شمع از محافل توزیع‌کننده‌ها به‌طور مستقیم به جلو یا به طور مستقیم پشت آن‌ها خارج می‌شدند، یا در مدل‌های C-سری دابل واسپ با گیربکس دوقسمتی، در "خارجی" از جانب‌های محفل توزیع‌کننده‌ها بودند.
وقتی که R-2800 در سال ۱۹۳۹ معرفی شد، توانایی تولید ۲٬۰۰۰ اسب بخار (۱٬۵۰۰ کیلووات) داشت، با یک ارزش توان مختص به مقدار ۰.۷۱ اسب بخار برای هر اینچ مکعب (۳۲ کیلووات بر لیتر). طراحی موتورهای متعارف مرکب هوا خنک تا آن زمان به حدی علمی و سامان یافته بود که دابل واسپ با افزایش توان کوچکتر مقداری نسبت به موتورهای قبلی معمولی معرفی شد.با وجود معرفی اولیه با توان ۲٬۰۰۰ اسب‌بخار در سال ۱۹۳۹، R-2800 افزایش چشمگیری در مدل‌های تولیدی داشت و تا سال ۱۹۴۱ به ۲٬۱۰۰ اسب‌بخار رسید و در انتهای جنگ به ۲٬۴۰۰ اسب‌بخار افزایش یافت. مدل‌های آزمایشی، به ویژه زیرگروه‌های خنک‌شده توسط فن مانند R-2800-57، توانایی تولید توان بالاتری را نشان دادند، به عنوان مثال ۲٬۸۰۰ اسب‌بخار. به طور کلی، R-2800 از ابتدا نشان‌دهنده یک موتور با توسعه و بهبود مداوم بود.
R-2800 به عنوان موتور اصلی در دوران جنگ، انواعی از جنگنده‌ها و بمب‌افکن‌های متوسط را به پیش برد، از جمله Vought F4U Corsair نیروی دریایی ایالات متحده. نسخه پروتوتایپ اول Corsair با نام XF4U-1، در تاریخ ۲۹ مه ۱۹۴۰ با نسخه پروتوتایپ XR-2800-4 پرواز کرد و در اکتبر ۱۹۴۰، اولین جنگنده تک موتوره آمریکایی شد که در پرواز افقی سرعت ۴۰۰ مایل در ساعت (۶۴۰ کیلومتر در ساعت) را فراتر کرد. R-2800 همچنین به Corsair رقیب دریایی‌اش، Grumman F6F Hellcat، P-47 Thunderbolt نیروی هوایی ارتش ایالات متحده (که به طور منحصر به فرد از توربوشارژر جنرال الکتریک برای هواپیماهای تک موتوره استفاده می‌کرد)، Martin B-26 Marauder و Douglas A-26 Invader را نیز نیرو می‌بخشید، همچنین اولین هواپیمای جنگ شبانه با رادار ویژه تک موتوره، Northrop P-61 Black Widow. وقتی که ایالات متحده در دسامبر ۱۹۴۱ وارد جنگ شد، طراحی‌ها به سرعت پیشرفت کردند و موتورهای معتبر و قدیمی مانند Wright Cyclone و Double Wasp با افزایش چشمگیر توان مجدداً رتبه‌بندی شدند با استفاده از سوخت با اکتان بالا تا توان بیشتری ارائه دهند. تا سال ۱۹۴۴، نسخه‌های R-2800 که مدل‌های دیرینه P-47 (و سایر هواپیماها) را مجهز می‌کردند، امتیاز (آزمایشی) توان ۲٬۸۰۰ اسب بخار (۲٬۱۰۰ کیلووات) با سوخت گرید ۱۱۵ و تزریق آب داشتند.